# Ansonia, Ohio
Ansonia là một làng thuộc quận Darke, tiểu bang Ohio, Hoa Kỳ. Năm 2010, dân số của làng này là 1174 người.

## Dân số
- Dân số năm 2000: 1145 người.
- Dân số năm 2010: 1174 người.